# یون یو-جونگ
یون یو-جانگ (انگلیسی: Youn Yuh-jung؛ زادهٔ ۱۹ ژوئن ۱۹۴۷) بازیگر سینما اهل کره جنوبی برنده جایزه اسکار است. وی از سال ۱۹۶۶ میلادی تاکنون مشغول فعالیت بوده است.
از فیلم‌ها یا برنامه‌های تلویزیونی که وی در آن نقش داشته است می‌توان به مادر، هنرپیشه‌های زن، گاوهای چنگ‌انداز به کاه، و میناری اشاره کرد. وی برنده جایزه اسکار نقش مکمل زن برای بازی در فیلم میناری در نود و سومین دوره جوایز اسکار شد.